# Шарма, Локнатх
Локнатх Шарма (англ. Loknath Sharma; род. в 1971 году) — бутанский политик, министр экономики Бутана с ноября 2018 года. Член Национальной ассамблеи Бутана.

## Биография
Локнатх Шарма получил степень бакалавра наук в Колледже Шерубце в Бутане. А затем получил степень магистра искусств в области экономики в Аллахабадском университете в Индии. Также Шарма получил диплом в Канберрском технологическом институте в Австралии.
Перед тем как прийти в политику, Шарма работал общественным консультантом по экономике и специалистом по транспортной системе.
В 2013 году участвовал в выборах в Национальную ассамблею Бутана, был избран в Национальную ассамблею в 2018 году. 3 ноября премьер-министр страны Лотай Церинг официально объявил состав своего нового кабинета — Шарма был назначен министром экономики. 7 ноября Локнатх Шарма был приведён к присяге.